# Elecciones estatales de Quintana Roo de 1999
Las elecciones estatales de Quintana Roo de 1999 se llevaron a cabo el domingo 21 de febrero de 1999, y en ellas se renovaron los siguientes cargos de elección popular del Estado de Quintana Roo:
- Gobernador de Quintana Roo. Titular del Poder Ejecutivo del estado, electo para un periodo de seis años no reelegibles en ningún caso, el candidato electo fue Joaquín Hendricks Díaz.
- 8 ayuntamientos. Compuestos por un Presidente Municipal, un síndico y regidores, electos para un periodo de tres años no reelegibles para el periodo inmediato.
- 25 diputados del Congreso del Estado. 15 electos por mayoría relativa en cada uno de los Distrito Electorales Locales y 10 por representación proporcional.[1]

## Resultados electorales

### Gobernador
|  | 16.75 % |

|  | 42.81 % |

|  | 34.80 % |

|  | 2.07 % |

|  | 0.01 % |

|  | 3.57 % |

|  | 100.00 % |

### Municipios

#### Ayuntamiento de Chetumal
- Eduardo Ovando Martínez  Hecho

#### Ayuntamiento de Cancún
- Magaly Achach Solís  Hecho

#### Ayuntamiento de Cozumel
- Félix González Canto  Hecho

|                                              | Alianza por el Cambio PAN-PVEM       | 0 |
|                                              | Partido Revolucionario Institucional | 8 |
|                                              | Alianza por Quintana Roo PRD-PARM    | 0 |
|                                              | Partido del Trabajo                  | 0 |
| Fuente: Instituto Electoral de Quintana Roo. |                                      |   |

### Diputados
| Partido/Alianza                              | Partido/Alianza                      | Diputados M.R. | Diputados R.P. | Total Diputados |
| -------------------------------------------- | ------------------------------------ | -------------- | -------------- | --------------- |
|                                              | PAN-PVEM                             | 0              | 2              | 2               |
|                                              | Partido Revolucionario Institucional | 11             | 4              | 15              |
|                                              | PRD-PARM                             | 4              | 3              | 7               |
|                                              | Partido del Trabajo                  | 0              | 1              | 1               |
| Fuente: Instituto Electoral de Quintana Roo. |                                      |                |                |                 |